# Dmitry Sotnikov
Dmitry Sotnikov, né le 29 mai 1985 à Naberejnye Tchelny, est un pilote de rallyes russe, spécialiste de rallyes-raids en camions.

## Palmarès

### Résultats au Rallye Dakar
| Année | Categorie | Marque | Poste  | Position | Victoires d'etapes |
| ----- | --------- | ------ | ------ | -------- | ------------------ |
| 2014  | Camion    | Kamaz  | Pilote | 4e       | 1                  |
| 2015  | Camion    | Kamaz  | Pilote | 5e       | -                  |
| 2016  | Camion    | Kamaz  | Pilote | 15e      | -                  |
| 2017  | Camion    | Kamaz  | Pilote | 2e       | 1                  |
| 2018  | Camion    | Kamaz  | Pilote | 10e      | 1                  |
| 2019  | Camion    | Kamaz  | Pilote | 2e       | -                  |
| 2020  | Camion    | Kamaz  | Pilote | 4e       | 1                  |
| 2021  | Camion    | Kamaz  | Pilote | 1er      | 5                  |
| 2022  | Camion    | Kamaz  | Pilote | 1er      | 5                  |

### Rallye de la Route de la Soie
- Vainqueur en 2013, 2017, 2021, 2022 et 2024

### Africa Eco Race
- Vainqueur en 2013 (mécanicien d'Anton Shibalov)